# Список населённых пунктов городского округа Воскресенск
В списке представлены населённые пункты городского округа Московской области и их принадлежность к упразднённым муниципальным образованиям. Перечень населённых пунктов, их наименование и тип даны в соответствии с Законом Московской области от 29.12.2004 № 199/2004-ОЗ «О статусе и границах Воскресенского муниципального района и вновь образованных в его составе муниципальных образований».
В 2025 году рабочие посёлки имени Цюрупы, Фосфоритный и Хорлово преобразованы в посёлки городского типа.
На территории Воскресенского района находятся 84 населённых пункта: 2 города, 3 посёлка городского типа, 3 посёлка, 18 сёл, 57 деревень и 1 слободка. Они входят в состав 4 городских и 2 сельских поселений.
| №  | Населённый пункт | Тип                     | Население | бывшее муниципальное образование муниципального района |
| -- | ---------------- | ----------------------- | --------- | ------------------------------------------------------ |
| 1  | Алёшино          | слобода                 | ↗258      | сельское поселение Ашитковское                         |
| 2  | Аргуново         | деревня                 | →45       | сельское поселение Фединское                           |
| 3  | Ачкасово         | село                    | ↘215      | сельское поселение Фединское                           |
| 4  | Ашитково         | село                    | ↘3237     | сельское поселение Ашитковское                         |
| 5  | Барановское      | село                    | ↘1454     | сельское поселение Ашитковское                         |
| 6  | Белое Озеро      | деревня                 | ↘285      | городское поселение Белоозёрский                       |
| 7  | Белоозёрский     | город                   | ↘13 455   | городское поселение Белоозёрский                       |
| 8  | Берендино        | деревня                 | ↗76       | сельское поселение Ашитковское                         |
| 9  | Берендино        | посёлок станции         | ↘174      | сельское поселение Ашитковское                         |
| 10 | Бессоново        | деревня                 | ↘160      | сельское поселение Ашитковское                         |
| 11 | Богатищево       | деревня                 | ↘65       | сельское поселение Ашитковское                         |
| 12 | Бочевино         | деревня                 | ↗92       | сельское поселение Ашитковское                         |
| 13 | Вертячево        | деревня                 | ↘12       | сельское поселение Фединское                           |
| 14 | Виноградово      | посёлок                 | ↗2302     | сельское поселение Ашитковское                         |
| 15 | Ворщиково        | деревня                 | ↗165      | городское поселение Белоозёрский                       |
| 16 | Ворыпаево        | деревня                 | ↘36       | сельское поселение Ашитковское                         |
| 17 | Воскресенск      | город                   | ↗95 071   | городское поселение Воскресенск                        |
| 18 | Вострянское      | деревня                 | ↗126      | городское поселение Хорлово                            |
| 19 | Глиньково        | деревня                 | ↗97       | сельское поселение Фединское                           |
| 20 | Городище         | деревня                 | ↗358      | сельское поселение Фединское                           |
| 21 | Гостилово        | деревня                 | ↗244      | сельское поселение Фединское                           |
| 22 | Грецкая          | деревня                 | ↘1        | сельское поселение Фединское                           |
| 23 | Губино           | деревня                 | ↗1035     | сельское поселение Ашитковское                         |
| 24 | Дворниково       | деревня                 | ↘171      | городское поселение имени Цюрупы                       |
| 25 | Ёлкино           | деревня                 | ↘380      | городское поселение Хорлово                            |
| 26 | Знаменка         | деревня                 | ↘56       | городское поселение имени Цюрупы                       |
| 27 | Золотово         | деревня                 | ↘1281     | сельское поселение Ашитковское                         |
| 28 | Ивановка         | деревня                 | ↘188      | городское поселение Белоозёрский                       |
| 29 | Ильино           | деревня                 | ↘49       | городское поселение Хорлово                            |
| 30 | имени Цюрупы     | посёлок городского типа | ↗5934     | городское поселение имени Цюрупы                       |
| 31 | Исаково          | деревня                 | ↗488      | сельское поселение Ашитковское                         |
| 32 | Карпово          | село                    | ↗97       | сельское поселение Фединское                           |
| 33 | Катунино         | деревня                 | ↘11       | сельское поселение Фединское                           |
| 34 | Конобеево        | село                    | ↗3854     | сельское поселение Ашитковское                         |
| 35 | Константиново    | село                    | ↗229      | сельское поселение Фединское                           |
| 36 | Косяково         | село                    | ↗688      | сельское поселение Фединское                           |
| 37 | Леоново          | деревня                 | ↘156      | сельское поселение Ашитковское                         |
| 38 | Лидино           | деревня                 | ↘40       | сельское поселение Ашитковское                         |
| 39 | Лукьяново        | деревня                 | ↗7        | сельское поселение Фединское                           |
| 40 | Максимовка       | деревня                 | ↘15       | сельское поселение Фединское                           |
| 41 | Маришкино        | деревня                 | ↗651      | городское поселение Воскресенск                        |
| 42 | Марчуги          | село                    | ↗199      | сельское поселение Фединское                           |
| 43 | Марьинка         | деревня                 | ↘50       | городское поселение имени Цюрупы                       |
| 44 | Медведево        | деревня                 | ↗149      | сельское поселение Ашитковское                         |
| 45 | Михалево         | село                    | ↗464      | городское поселение Белоозёрский                       |
| 46 | Муромцево        | деревня                 | ↗31       | сельское поселение Фединское                           |
| 47 | Невское          | село                    | 359       | сельское поселение Фединское                           |
| 48 | Никольское       | деревня                 | ↘69       | сельское поселение Ашитковское                         |
| 49 | Новлянское       | село                    | ↘199      | сельское поселение Фединское                           |
| 50 | Новосёлово       | деревня                 | ↘17       | сельское поселение Ашитковское                         |
| 51 | Новотроицкое     | деревня                 | ↗24       | сельское поселение Фединское                           |
| 52 | Новочеркасское   | деревня                 | ↗34       | городское поселение Хорлово                            |
| 53 | Осташово         | село                    | ↘32       | сельское поселение Ашитковское                         |
| 54 | Перебатино       | деревня                 | ↘0        | сельское поселение Фединское                           |
| 55 | Перхурово        | деревня                 | ↘94       | городское поселение Хорлово                            |
| 56 | Петровское       | село                    | ↗146      | сельское поселение Фединское                           |
| 57 | Потаповское      | деревня                 | ↗37       | сельское поселение Ашитковское                         |
| 58 | Пушкино          | деревня                 | ↗50       | сельское поселение Ашитковское                         |
| 59 | Расловлево       | деревня                 | ↗341      | сельское поселение Ашитковское                         |
| 60 | Ратмирово        | деревня                 | ↗227      | сельское поселение Фединское                           |
| 61 | Ратчино          | деревня                 | ↗1195     | сельское поселение Фединское                           |
| 62 | Сабурово         | село                    | ↗123      | сельское поселение Фединское                           |
| 63 | Свистягино       | деревня                 | ↗18       | сельское поселение Фединское                           |
| 64 | Сетовка          | посёлок                 | ↘125      | сельское поселение Фединское                           |
| 65 | Силино           | деревня                 | ↘66       | сельское поселение Ашитковское                         |
| 66 | Скрипино         | деревня                 | ↘0        | сельское поселение Фединское                           |
| 67 | Старая           | деревня                 | ↘295      | сельское поселение Ашитковское                         |
| 68 | Степанщино       | деревня                 | ↗587      | сельское поселение Фединское                           |
| 69 | Субботино        | деревня                 | ↗41       | сельское поселение Фединское                           |
| 70 | Трофимово        | деревня                 | ↗71       | городское поселение Воскресенск                        |
| 71 | Усадище          | село                    | ↗837      | сельское поселение Ашитковское                         |
| 72 | Фаустово         | село                    | ↗1004     | сельское поселение Ашитковское                         |
| 73 | Федино           | село                    | ↘2658     | сельское поселение Фединское                           |
| 74 | Фосфоритный      | посёлок городского типа | ↗3885     | городское поселение Хорлово                            |
| 75 | Хлопки           | деревня                 | ↗90       | городское поселение Воскресенск                        |
| 76 | Хорлово          | посёлок городского типа | ↘3605     | городское поселение Хорлово                            |
| 77 | Цибино           | деревня                 | ↗1306     | городское поселение Белоозёрский                       |
| 78 | Чаплыгино        | деревня                 | ↗10       | сельское поселение Фединское                           |
| 79 | Чемодурово       | деревня                 | ↗1809     | городское поселение Воскресенск                        |
| 80 | Чечевилово       | деревня                 | ↘117      | сельское поселение Ашитковское                         |
| 81 | Шильково         | деревня                 | →33       | городское поселение Хорлово                            |
| 82 | Щельпино         | деревня                 | ↘528      | сельское поселение Ашитковское                         |
| 83 | Щербово          | деревня                 | ↘200      | сельское поселение Ашитковское                         |
| 84 | Юрасово          | село                    | ↘287      | городское поселение Белоозёрский                       |